# Petites Vacances à Knokke-le-Zoute
Pour les articles homonymes, voir Le Zoute (homonymie).
Pour plus de détails, voir Fiche technique et Distribution.
Petites Vacances à Knokke-le-Zoute est un téléfilm helvético-français réalisé par Yves Matthey en 2009.

## Synopsis
Timide et introvertie, Micheline, mère de trois grands fils, Alain, Yves et Olivier, est mariée à Jean-Claude, un plombier-zingueur bourru.
Toute la famille vit dans un petit village près de Genève. Mais Micheline a un rêve secret, passer son permis de conduire. Après avoir passé le code de la route avec succès et sans rien en dire à sa famille, elle doit maintenant prendre des leçons de conduite.
La nouvelle fait l'effet d'une bombe dans sa famille.
Le seul confident de Micheline est Daniel, le fils autiste de ses voisins.
Après avoir décroché son permis, Micheline décide de prendre de petites vacances en compagnie de Daniel. Sa route la mène à Knokke-le-Zoute en Belgique…

## Fiche technique
- Titre : Petites Vacances à Knokke-le-Zoute
- Réalisation : Yves Matthey
- Scénario : Yves Matthey, Daniel Vouillamoz
- Musique : Jean-Alexandre Blanchet, Nino Fama et Fred Menez
- Photographie : Séverine Barde
- Montage : Catherine Merglen-Sieber
- Société de production : Bohemian Films, Native, TV5 Monde et Télévision suisse romande
- Pays :  France et  Suisse
- Genre : Comédie
- Durée : 86 minutes
- Année de tournage : 2008

## Distribution
- Miou-Miou : Micheline
- Jean-Luc Bideau : Jean-Claude
- Damien Jouillerot : Daniel
- Arno : Maurice
- Laurent Deshusses : Varronnier
- Jean-Alexandre Blanchet : Olivier
- Romain Vissol : Alain
- Nicolas Haut : Yves
- Maurice Risch : Génécand
- Victoria Silvstedt : Ingeborg
- Florence Budai : Mme Vonlanthen
- Isabelle Genot : Mme Grumiaud
- Sibylle Blanc : Mme Lonfat
- Franco Aiello : Enzo
- Daniel Pino : Giuseppe
- Georges Ayusawa : Jésus

## Lieux de tournages
- Certaines scènes du film ont été tournées à Thairy et à Crache, deux petits villages français situés près de Saint Julien-en-Genevois, à la frontière suisse et à quelques minutes de Genève.
- Quelques scènes (dépassement du camion) avec la Citroën Dyane orange on également été tournée au Châtel sur Bex dans le canton de Vaud en Suisse.  La Dyane tombe en panne sur la D984 devant le golf de Saint-Jean-de-Gonville.
- Lors de leur excursion en Dyane, il y a un plan filmé du même endroit où l'on voit l'auto à l'aller et au retour et où l'on distingue au loin, la forme d'un château sur la hauteur, il s'agit du château de Thairy.